# Calligonum trifarium
Calligonum trifarium là một loài thực vật có hoa trong họ Rau răm. Loài này được Z.M.Mao mô tả khoa học đầu tiên năm 1984.